# Max Friedländer
Max Jakob Friedländer (Berlín, 5 de juliol de 1867 - Amsterdam, 11 d'octubre de 1958) fou un historiador de l'art i un expert artístic, director de museus de Berlín entre 1929 i 1933.

## Trajectòria
Nascut a Berlín va estudiar a Múnic, Leipzig i Florència. un cop va acabar els seus estudis, va retornar a la seva ciutat natal on va ser col·laborador de Wilhelm von Bode, als Museus estatals de Berlín. La seva estreta i reconeguda relació va fer que el 1929 fos nomenat director de la institució en la que va tenir alumnes que després tindrien molta anomenada com Feliks Władysław Starczewski, Jean Chantavoine i Fritz Fridolin Windisch.
Friedländer es va mantenir en aquest lloc fins al 1933 que, amb l'arribada del nazisme es va veure obligat a dimitir. Tot seguit es va refugiar a Amsterdam, lloc on va poder desplegar la seva experiència en art neerlandès) i on va morir el 1958.
Va ser nomenat "Geheimrat" (conseller) de l'Imperi Germànic. Actualment se'l considera un historiador de l'art de referència.

## Obres
- Meisterwerke der niederländischen Malerei des 15. und 16. Jahrhundert, 1903
- Von Jan van Eyck bis Bruegel, 1916
- Albrecht Dürer, 1923
- Die altniederländische Malerei, 1924-37 (trad. a l'anglès com "Early Netherlandish painting")
- Echt und unecht, 1929
- Von Kunst und Kennerschaft, 1946
- Essays über die Landschaftsmalerei, 1947
- Early Netherlandish Painting, vol. VII, Leiden y Bruselas, 1972, póstumo.